# فانيسا روبين
فانيسا روبين (بالإنجليزية: Vanessa Rubin)‏ هي عازفة الجاز ومغنية أمريكية، ولدت في 14 مارس 1957 في كليفلاند في الولايات المتحدة.

## وصلات خارجية
- فانيسا روبين على موقع ميوزك برينز (الإنجليزية)
- فانيسا روبين على موقع أول ميوزيك (الإنجليزية)
- فانيسا روبين على موقع ديسكوغز (الإنجليزية)